# Штейман, Станислав Иванович
Станисла́в Ива́нович Ште́йман (1887—1965) — советский зоотехник и селекционер. Автор многочисленных трудов в области животноводства, в частности по совершенствованию молочного стада. Герой Социалистического Труда. Лауреат Сталинской премии второй степени.

## Биография
Родился 6 (18 декабря) 1887 года в хуторе Вайкуляны (ныне Ликсненская волость, Даугавпилсский край, Латвия). В 1920—1927 годах трудился в совхозе «Горинское» и совхозе «Ивановское» Костромской губернии, с 1927 года — в совхозе «Караваево». В «Караваево» получил повышение до главного зоотехника.
Вместе с коллективом караваевского совхоза создал ценное селекционно-племенное стадо, которое стало основой костромской породы; разработал свой метод выращивания телят в неотапливаемых помещениях зимой и в лагерях летом. Этот метод распространился не только в СССР, но и за рубежом.
Член ВКП(б) с 1939 года.
Доктор сельскохозяйственных наук (1951). Автор многочисленных трудов в области животноводства, в частности, по совершенствованию молочного стада. Депутат ВС СССР 2‒4-го созывов (1946—1958).
Умер 26 ноября 1965 года после тяжёлой болезни. Похоронен на кладбище села Поддубное близ посёлка Караваево (Костромская область).

## Награды и звания
- Герой Социалистического Труда (12.7.1949);
- шесть орденов Ленина (1.6.1945; 25.8.1948; 12.7.1949;16.10.1950; 3.12.1951; 4.3.1953)
- орден Трудового Красного Знамени (22.2.1936)
- медали
- 8 медалей ВСХВ, в том числе 3 Больших золотых, Большая серебряная, 4 малых золотых;
- заслуженный зоотехник РСФСР (1951).
- Сталинская премия второй степени (1943) — за выведение нового, рекордного по продуктивности, молочного скота костромской породы)

## Память
Именем С. И. Штеймана названа главная улица поселка Караваево Костромского района Костромской области.
У главного корпуса Костромской государственной сельскохозяйственной академии в посёлке Караваево установлен памятник С. И. Штейману.
Станислав Иванович упоминается в гимне Костромского района:

Гордая поступь Пожарского, Минина

В наших великих живёт земляках!

Штеймана дело и имя Малининой

Славой овеяно будет в веках!

## Сочинения
- Штейман С. И. Как создано рекордное караваевское стадо. — М.: Сельхозгиз, 1940. — 112 с.: ил., портр.
- Штейман С. И. Как создано рекордное караваевское стадо. — Ярославль: Яросл. обл. изд-во, 1941. — 104 с.: ил.
- Штейман С. И. Как создано рекордное караваевское стадо / Под ред. и с предисл. директора совхоза «Караваево» В. А. Шаумяна. — 2-е, доп. изд. — М.: Сельхозгиз, 1943. — 156 с.: ил., портр.
- Штейман С. И. Как создано рекордное караваевское стадо/ Под ред. и с предисл. В. А. Шаумяна. — 3-е изд., перераб. — Кострома: Костромское обл. гос. изд-во, 1947. — 184 с.
- Штейман С. И. Как создано рекордное караваевское стадо. — 3-е изд., перераб. — М.: Сельхозгиз, 1948. — 176 с.
- Штейман С. И. Выращивание телят в неотапливаемых помещениях. — Кострома: Костромское обл. гос. изд-во, 1947. — 24 с.
- Штейман С. И. Выращивание телят в неотапливаемых помещениях. — Кострома: Костромское обл. гос. изд-во, 1951. — 32 с.
- Штейман С. И. Опыт совхоза «Караваево» по выращиванию телят в неотапливаемых помещениях. — М.: Правда, 1951. — 30 с.
- Штейман С. И. Совершенствование молочного стада. — М.: Сельхозгиз, 1948. — 96 с.
- Штейман С. И. Совершенствование молочного стада. — 2-е изд., доп. — М.: Сельхозгиз, 1950. — 104 с.
- Штейман С. И. Опыт выращивания высокоудойных коров и полного сохранения молодняка. — М.: Знание, 1954. — 32 с.
- Штейман С. И. Опыт повышения продуктивности животноводства в совхозе «Караваево». — М., 1954. — 26 с.
- Штейман С. И. Волшебный жезл: Рассказы из жизни/ Лит. запись Д. Дара и В. Поляновского. — М.: Детская литература, 1960. — 114 с.: ил.
- Штейман С. И. Волшебный жезл: Рассказ о моей жизни/ Лит. запись Д. Дара и В. Поляновского. — Ярославль: Верхне-Волжское кн. изд-во, 1967. — 148 с.: ил.
- Штейман С. И. Избранные труды/ Отв. ред. и автор предисл. К. В. Петрова. — М.: Колос, 1969. — 288 с.

## Фильмография
- «Живой пример» (научно-популярный). «Леннаучфильм», 1951. Режиссёр Л. Я. Анци-Половский.